# Jan Born
Jan Born (* 30. März 1958 in Celle) ist ein deutscher Neurowissenschaftler sowie Schlaf- und Gedächtnisforscher.

## Leben
Jan Born studierte Psychologie an der Universität Tübingen, wo er 1985 die Promotion erlangte. Die Habilitation für Physiologie folgte 1989 an der Universität Ulm. Von 1989 bis 1998 war Born Professor für Physiologische Psychologie an der Otto-Friedrich-Universität Bamberg und seit 1999 Professor für Neuroendokrinologie an der Universität zu Lübeck, wo er ab 2002 das Institut für Neuroendokrinologie leitete. 2010 wurde er Nachfolger von Niels Birbaumer auf den Lehrstuhl für Medizinische Psychologie in Tübingen.

## Forschung
Born forscht und publiziert im Bereich der Gedächtnisbildung während des Schlafs. Er zeigte unter anderem, dass sich das Gedächtnis im Tiefschlaf bildet und nicht – wie lange Zeit angenommen – im REM-Schlaf.
Für seine richtungsweisenden Arbeiten erhielt er 2010 den Gottfried Wilhelm Leibniz-Preis. Seit dem Jahr 2009 ist er Mitglied der Leopoldina. Für 2017 wurde ihm der Oswald-Külpe-Preis zugesprochen.